# Kostel Prozřetelnosti Boží (Vratislav)
Kostel Prozřetelnosti Boží (polsky Kościół Opatrzności Bożej), též Dvorní kostel (německy Hofkirche) ve Vratislavi je pozdně barokní luterský kostel, nacházející se na jihozápadním okraji starého města.
Kostel byl vystavěn v letech 1747–1750 podle plánu Jana Boumana a Friedricha Arnolda ve stylu pozdního baroka, resp. fridericiánského rokoka. Roku 1830 získal přídomek „dvorní“, neboť se nachází v sousedství vratislavské rezidence pruských králů. Do druhé světové války se jednalo o reformovaný (kalvínský) kostel v rámci staropruské unie; po válce ho převzala Evangelicko-augsburská církev v Polské republice. V současnosti plní funkci sídelního kostela biskupa Vratislavské diecéze této církve.

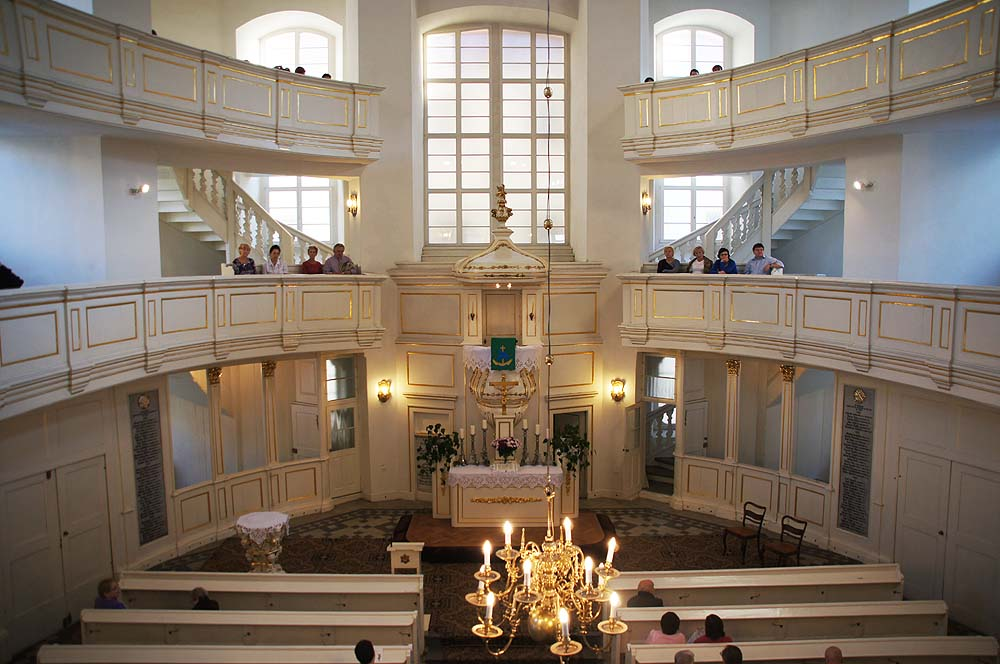
Interiér kostela

Kostel je asi 30 m dlouhý a 17,5 m široký. Je orientován severojižním směrem. Má obdélníkový půdorys, avšak interiér je zbudován ve tvaru oválu. V kostele jsou dvě empory a oltářní kazatelna. Vybavení kostela má krémově bílou barvu a je zdobeno ornamenty zlaté barvy. Varhany pocházejí z 20. let 20. století; mají 50 rejstříků, 3 manuály a pedál.